# 稀鳞腔吻鳕
稀鳞腔吻鳕（学名：Coelorhynchus sparsilepis）为长尾鳕科腔吻鳕属的鱼类。在中国，分布于东中国海琉球海沟北部等，一般生活于水深710-713米。该物种的模式产地在东海。